# 澳門巴士H3路線
澳門巴士H3路線是由新福利經營，往返蝴蝶谷大馬路和山頂醫院的巴士路線。

## 簡介及歷史
- 2016年1月18日，本線開設，由新福利營運，服務時間為06:30-20:00，班距30-35分鐘。[1]

- 2016年5月6日，新增停靠「基馬拉斯／濠景」、「基馬拉斯／成都街」站。[2]

- 2016年7月2日，調整服務時間為06:20-20:00，班距20分鐘。[3]

- 2016年8月20日，總站遷至「蝴蝶谷大馬路總站」，新增停靠「和諧廣場／樂群樓」、「和諧廣場／業興大廈」站。[4]

- 2016年9月24日，「基馬拉斯／濠景」、「基馬拉斯／成都街」站分別改名為「基馬拉斯／氹仔中央公園」、「基馬拉斯／濠珀」。[5]

- 2017年2月27日，本線停靠“山頂醫院急診大樓”站後，左轉得勝斜路、若憲馬路，新增停靠“山頂醫院總站”，再從加思欄馬路轉入賈羅布大馬路、葡京路、亞馬喇前地往氹仔方向按原線行駛。[6]

- 2019年9月2日，本線加密班距。原班距20分鐘，改為平日尖峰時段班距13-16分鐘，離峰時段、例假日及公眾假期班距18-22分鐘。[7]

- 2019年9月17日，為方便氹仔居民及澳大學生和老師乘坐巴士轉乘前往山頂醫院就診，新增停靠“海濱圓形地／西堤馬路”、“海濱圓形地／生態保護區”站。[8]

- 2020年1月15日起，尾班車延長至21:30。[9]

- 2021年5月4日至28日期間，因加思欄新馬路道路工程影響，期間「山頂醫院總站」及「山頂醫院急診大樓」站暫停使用，臨時停靠「東望洋斜巷」、「水坑尾／方圓廣場」站。

- 2021年8月14日起，新增停靠“氹仔電訊”站。[10]

- 2021年11月27日起，新增停靠“蓮花海濱大馬路／百老匯”、“蓮花海濱大馬路／銀河-2”站。[11]

- 2022年5月28日起，本線改用中巴行駛，並調整部分走線。新增停靠“史伯泰／盧廉若”、“蘇利安圓形地”、“羅理基／馬六甲街”、“東方拱門”、“治安警察局”、“史伯泰／麗景灣”、“泉澧花園”站，取消停靠「山頂醫院總站」。[12]

- 2022年6月23日至12月31日，因應羅理基博士大馬路行人天橋優化工程，暫不停靠“治安警察局”。[13]

- 2022年7月11日至17日，本線改以特別巴士專線方式營運，僅供特許人士乘搭。[14][15]

- 2022年7月18日至22日，因宣佈延長“相對靜止管理”措施，本線維持上述措施。[16]

- 2022年12月3日起，新增停靠“加思欄馬路”站。[17][18][19]

- 2023年6月10日起，臨時新增停靠“皇庭海景酒店”、“蓮花海濱大馬路／銀河-1”站。[20]

- 2023年8月26日起，上述措施調整為永久措施。[21]

- 2023年12月16日起，配合離島醫療綜合體啟用，新增停靠“澳門協和醫院”、“澳門協和醫院／綜合服務大樓”站。[22]

## 使用車輛
2022年5月28日前：
- 三菱Rosa

2022年5月28日起：
- 蘇州金龍KLQ6960GQE5

2024年7月26日起：
- 蘇州金龍KLQ6960GQE5
- 蘇州金龍KLQ6106GHEV

2024年11月18日起：
- 蘇州金龍KLQ6106GHEV

## 電牌
| 往澳門方向      | 往澳門方向   | 往澳門方向 |
| 日期            | 頭牌         | 圖例       |
| --------------- | ------------ | ---------- |
| 開線至今        | 山頂醫院     |            |
| 大賽車期間      | 水坑尾       |            |
| 往路環方向      |              |            |
| 日期            | 頭牌         | 圖例       |
| 2016年8月20日前 | 石排灣       |            |
| 2016年8月20日起 | 蝴蝶谷大馬路 |            |

## 路線資料

### 收費
| 收費類別     | 收費類別                      | 收費類別             | 費用 |
| ------------ | ----------------------------- | -------------------- | ---- |
| 現金         | 現金                          | 現金                 | $6.0 |
| 境外支付工具 | 支付寶（內地及香港）          | 支付寶（內地及香港） | $6.0 |
| 境外支付工具 | 雲閃付 非綁定澳門銀聯卡       |                      | $6.0 |
| 境外支付工具 | 微信支付（內地及香港）        |                      | $6.0 |
| 境外支付工具 | 交通聯合 非澳門發行的全國通卡 |                      | $6.0 |
| 境內支付工具 | 澳門通                        | 全民卡               | $3.0 |
| 境內支付工具 | 澳門通                        | 學生卡               | $1.5 |
| 境內支付工具 | 澳門通                        | 長者卡               | 免費 |
| 境內支付工具 | 澳門通                        | 殘疾卡               | 免費 |
| 境內支付工具 | 聚易用＋                      | 聚易用＋             | $3.0 |

### 服務時間及班距
| 服務時間                      | 服務時間         | 星期一至六  | 例假日 （含公眾假期） |
| ----------------------------- | ---------------- | ----------- | --------------------- |
| 蝴蝶谷大馬路總站              | 蝴蝶谷大馬路總站 | 06:20-21:30 | 06:20-21:30           |
| 班距                          | 尖峰             | 12-16分鐘   | 18-22分鐘             |
| 班距                          | 離峰             | 15-20分鐘   | 18-22分鐘             |
| 懸掛8號風球後15分鐘開出尾班車 |                  |             |                       |

### 路線停站
| H3   | 蝴蝶谷大馬路 ↺ 山頂醫院 | 蝴蝶谷大馬路 ↺ 山頂醫院    | 蝴蝶谷大馬路 ↺ 山頂醫院 |
| 序號 | 循環線                  | 循環線                     | 循環線                  |
| 序號 | 站號                    | 站名                       | 輕軌站                  |
| 1    | C690/2                  | 蝴蝶谷大馬路總站           |                         |
| 2    | C689/2                  | 和諧廣場／樂群樓           |                         |
| 3    | C702                    | 澳門協和醫院／綜合服務大樓 | 協和醫院站              |
| 4    | T425                    | 海濱圓形地／西堤馬路       |                         |
| 5    | T423                    | 蓮花海濱大馬路／百老匯     |                         |
| 6    | T421                    | 皇庭海景酒店               |                         |
| 7    | T369                    | 基馬拉斯／氹仔中央公園     |                         |
| 8    | T308/3                  | 氹仔電訊                   |                         |
| 9    | T300                    | 史伯泰／盧廉若             |                         |
| 10   | T330/1                  | 蘇利安圓形地               |                         |
| 11   | M164                    | 加思欄馬路                 |                         |
| 12   | M151                    | 山頂醫院急診大樓           |                         |
| 13   | M117                    | 羅理基／馬六甲街           |                         |
| 14   | M155                    | 東方拱門                   |                         |
| 15   | M157/1                  | 治安警察局                 |                         |
| 16   | T403                    | 史伯泰／麗景灣             |                         |
| 17   | T402                    | 泉澧花園                   |                         |
| 18   | T370                    | 基馬拉斯／濠珀             |                         |
| 19   | T420                    | 蓮花海濱大馬路／銀河-1     |                         |
| 20   | T422                    | 蓮花海濱大馬路／銀河-2     |                         |
| 21   | T424                    | 海濱圓形地／生態保護區     |                         |
| 22   | C701                    | 澳門協和醫院               | 協和醫院站              |
| 23   | C688/2                  | 和諧廣場／業興大廈         |                         |
| 24   | C690/2                  | 蝴蝶谷大馬路總站           |                         |

### 賽車期間路線停站
| H3   | 蝴蝶谷大馬路 ↺ 水坑尾 | 蝴蝶谷大馬路 ↺ 水坑尾      |
| 序號 | 循環線                | 循環線                     |
| 序號 | 站號                  | 站名                       |
| 1    | C690                  | 蝴蝶谷大馬路總站           |
| 2    | C689                  | 和諧廣場／樂群樓           |
| 3    | C702                  | 澳門協和醫院／綜合服務大樓 |
| 4    | T425                  | 海濱圓形地／西提馬路       |
| 5    | T423                  | 蓮花海濱大馬路／百老匯     |
| 6    | T421                  | 皇庭海景酒店               |
| 7    | T369                  | 基馬拉斯／氹仔中央公園     |
| 8    | T308                  | 氹仔電訊                   |
| 9    | T300                  | 史伯泰／盧廉若             |
| 10   | T330                  | 蘇利安圓形地               |
| 11   | M172                  | 亞馬喇前地                 |
| 12   | M144                  | 水坑尾／天神巷             |
| 13   | M117                  | 羅理基／馬六甲街           |
| 14   | M155                  | 東方拱門                   |
| 15   | M157                  | 治安警察局                 |
| 16   | T403                  | 史伯泰／麗景灣             |
| 17   | T402                  | 泉澧花園                   |
| 18   | T370                  | 基馬拉斯／濠珀             |
| 19   | T420                  | 蓮花海濱大馬路／銀河-1     |
| 20   | T422                  | 蓮花海濱大馬路／銀河-2     |
| 21   | T424                  | 海濱圓形地／生態保護區     |
| 22   | C701                  | 澳門協和醫院               |
| 23   | C688                  | 和諧廣場／業興大廈         |
| 24   | C690                  | 蝴蝶谷大馬路總站           |

- 粗體字為大賽車期間臨時停靠站點

## 客量
- 本線的開辦，主要是為了提供直達醫院的特快服務予石排灣公屋群的居民。但由於本線服務範圍過窄，加上途經的車站所提供可轉乘的路線有限，故本線除了在尖峰時段偶爾會客滿外，其他時間客量長期低迷。然而本線是唯一一條途經離島的H線，服務範圍也比另外兩條H線大，因此對比之下，本線客量相當不俗。

- 根據2020年公報，本線在2019年度共開出16,507班，乘車人次為446,969人次，平均每班接載27.1人次。

- 2022年11月22日，新福利公佈該年5月和10月的本線平日營運數據顯示，10月總拍卡人次較5月增長逾40%。其中，長者卡拍卡人次增長逾15%，本地學生卡拍卡人次增長約1.5倍，殘疾卡拍卡人次增長逾12%，普通卡拍卡人次增長逾21%。另有綜合數據顯示，調整後整體客況增加約850人次／日，但對車廂舒適度無明顯衝擊，早高峰方向不均衡系數由2.57減至1.28。總體而言，優化後服務輻射範圍更廣，兼顧了更多市民的需求，仍不時接到來自輪椅乘客的表揚，感謝相關車長熱心協助上落車，以及對直達醫院路線巴士便利性的肯定[23]。

## 交通事故
- 2022年9月19日，新福利一輛行駛51路線與另一輛行駛H3路線在蝴蝶谷大馬路總站相撞，事故疑有車長未有拉好手掣所致。事後新福利發出新聞稿表示高度重視意外，並已立即召開相關路線車長、站長安全會議，提高安全意識，並明確相關操作流程的責任制；未來將在車廂內新增對應警報系統，提醒車長注意拉手掣；車輛到站時，由站長負責檢查確保手掣拉緊。[24]

## 爭議
- 有不少市民反映，本線取消山頂醫院總站後，對附近居民出行造成不便，自從修改路線後，必須要穿過醫院範圍，對相關市民十分不便，同時亦會增加市民感染各種病毒風險。就此，事主要求應改回原走線，以便相關市民乘坐本線。

- 新福利在網站上個案研究中回應指，本線調整是為了提升巴士服務及回應市民對車型的需求，以及填補石排灣、仁伯爵綜合醫院至新口岸區之公交服務。本線由小巴升級至無障礙中巴行駛，中巴具備低地台、一級踏步上落，讓長者、傷健人士等更加便捷與安全，同時，車廂空間較為寬廣，有助提高乘客乘車的舒適度。與此同時，因受道路環境限制，為配合轉用中巴行駛，故取消停靠「山頂醫院總站」[註 1]，乘客可於「山頂醫院急診大樓」站上落，同時，澳門區新增停靠「羅理基／馬六甲街」、「東方拱門」、「治安警察局」站，以滿足不同乘客的需求。[25]

## 圖片集

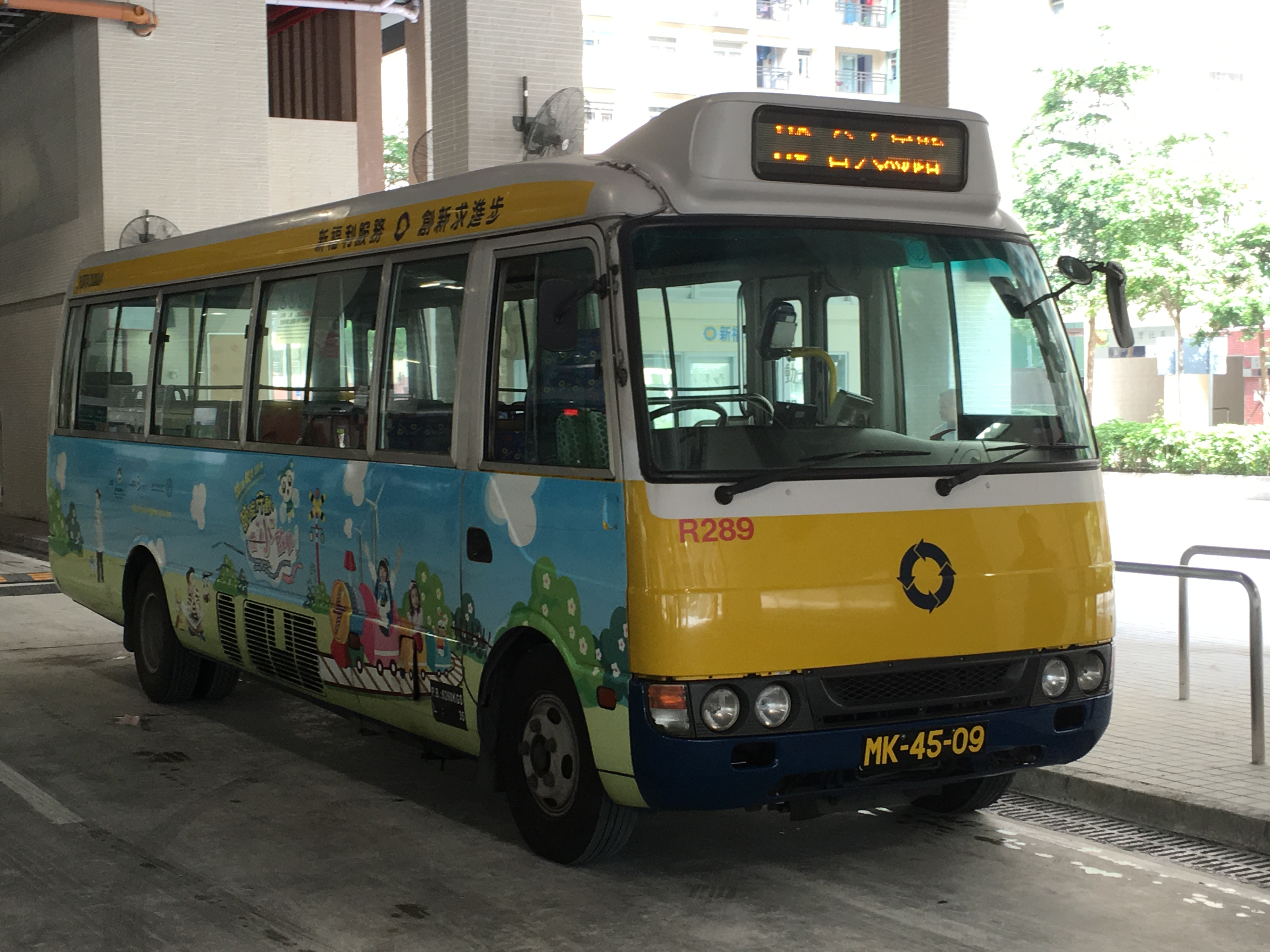
三菱Rosa
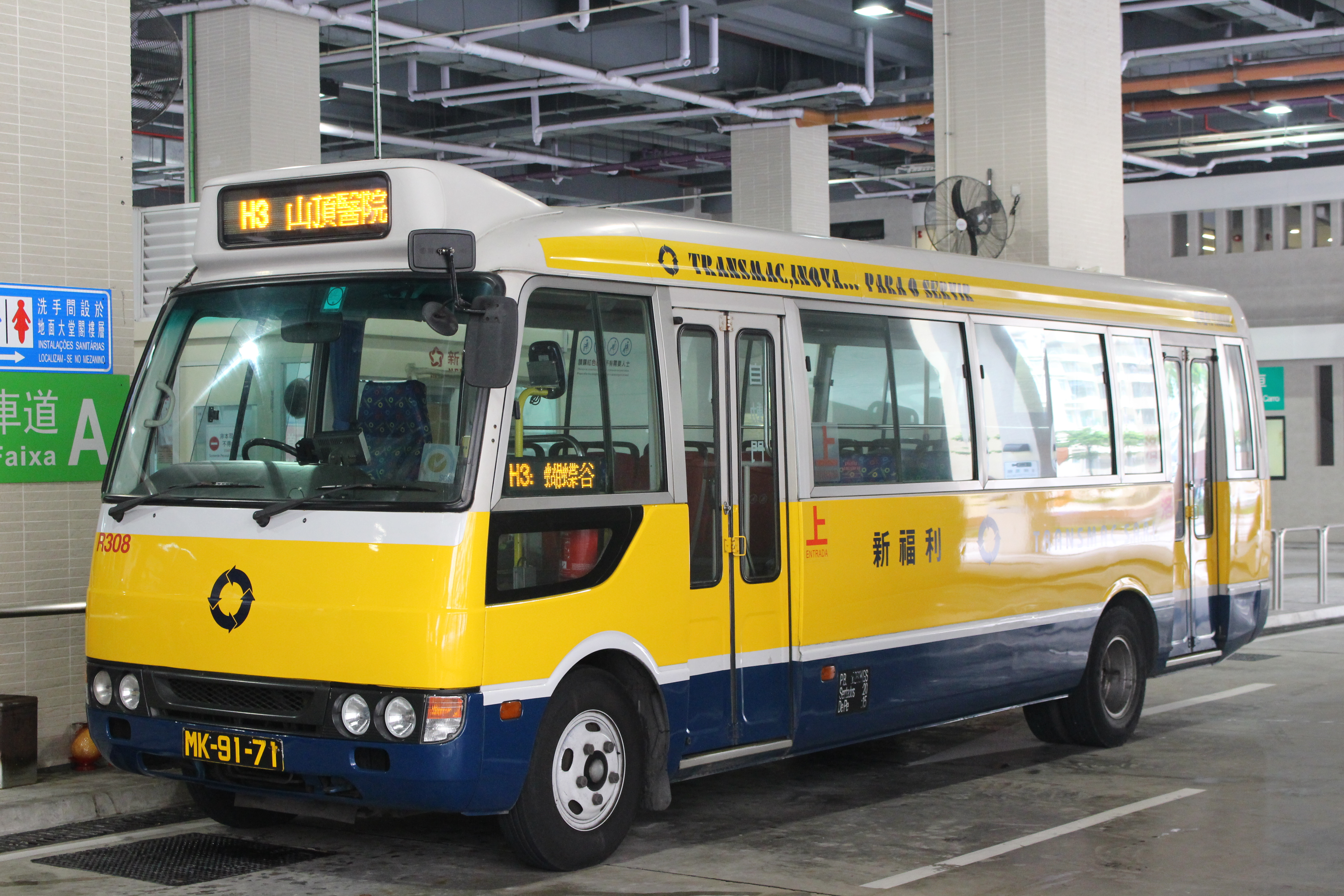
三菱Rosa
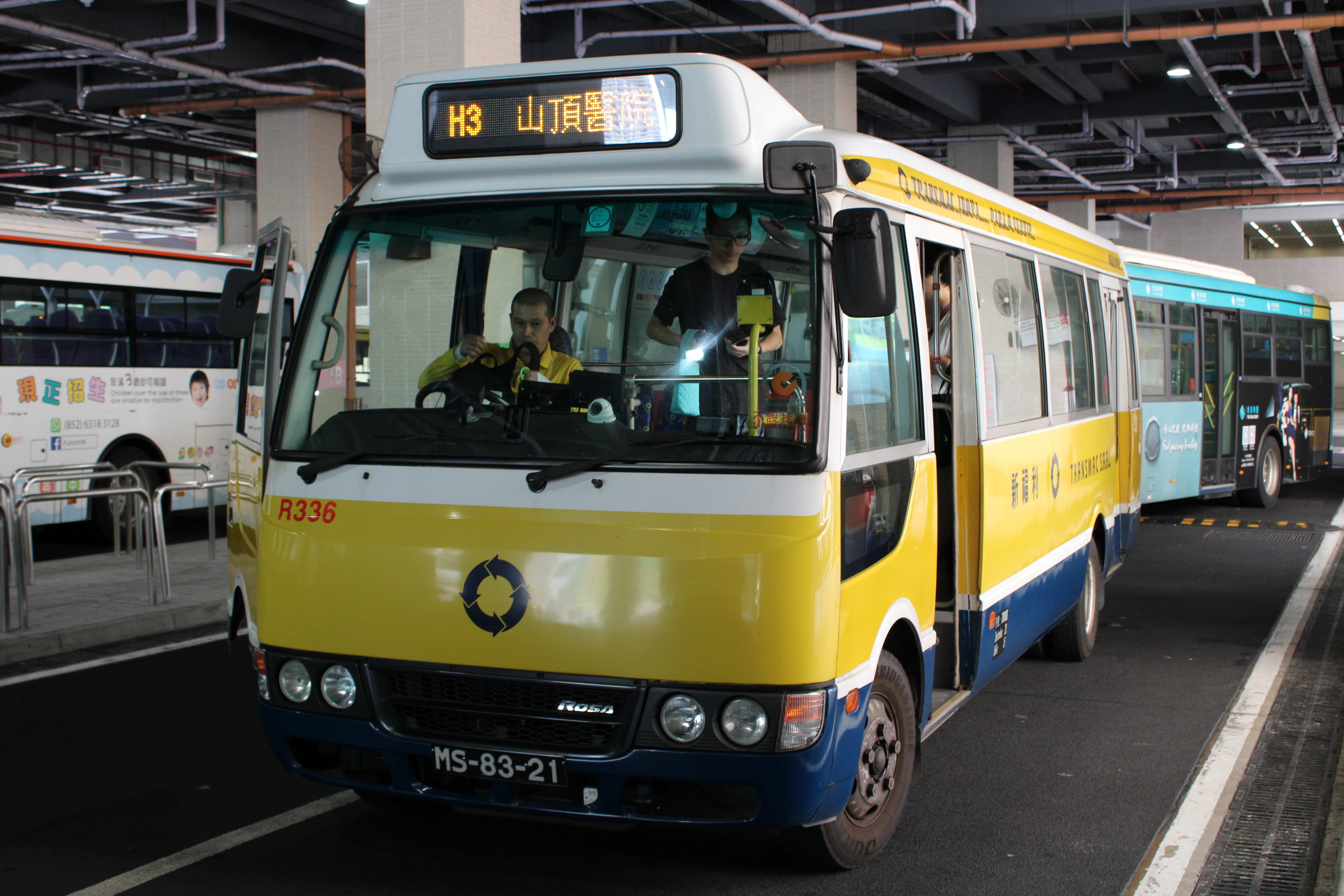
三菱Rosa
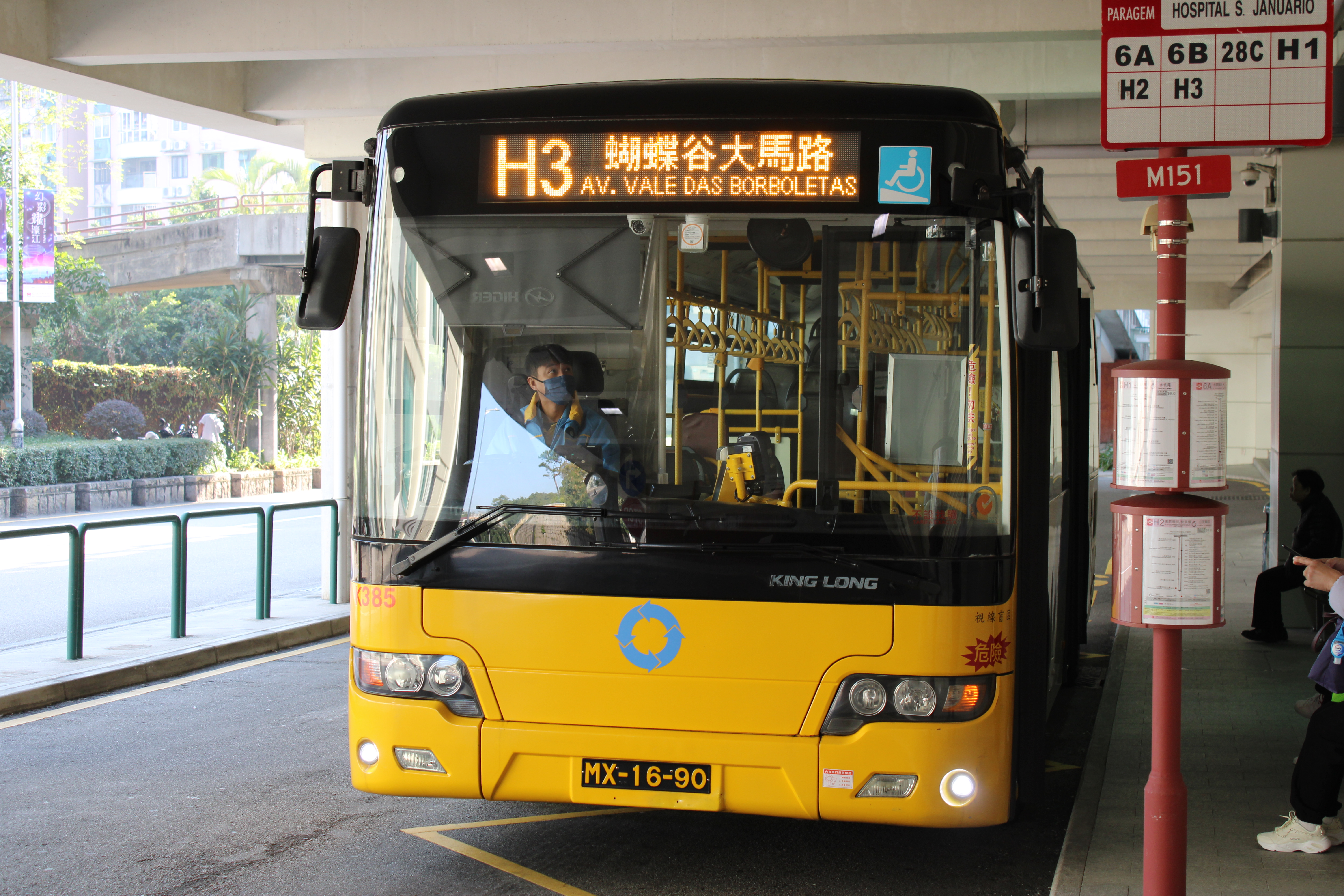
蘇州金龍KLQ6960GQE5
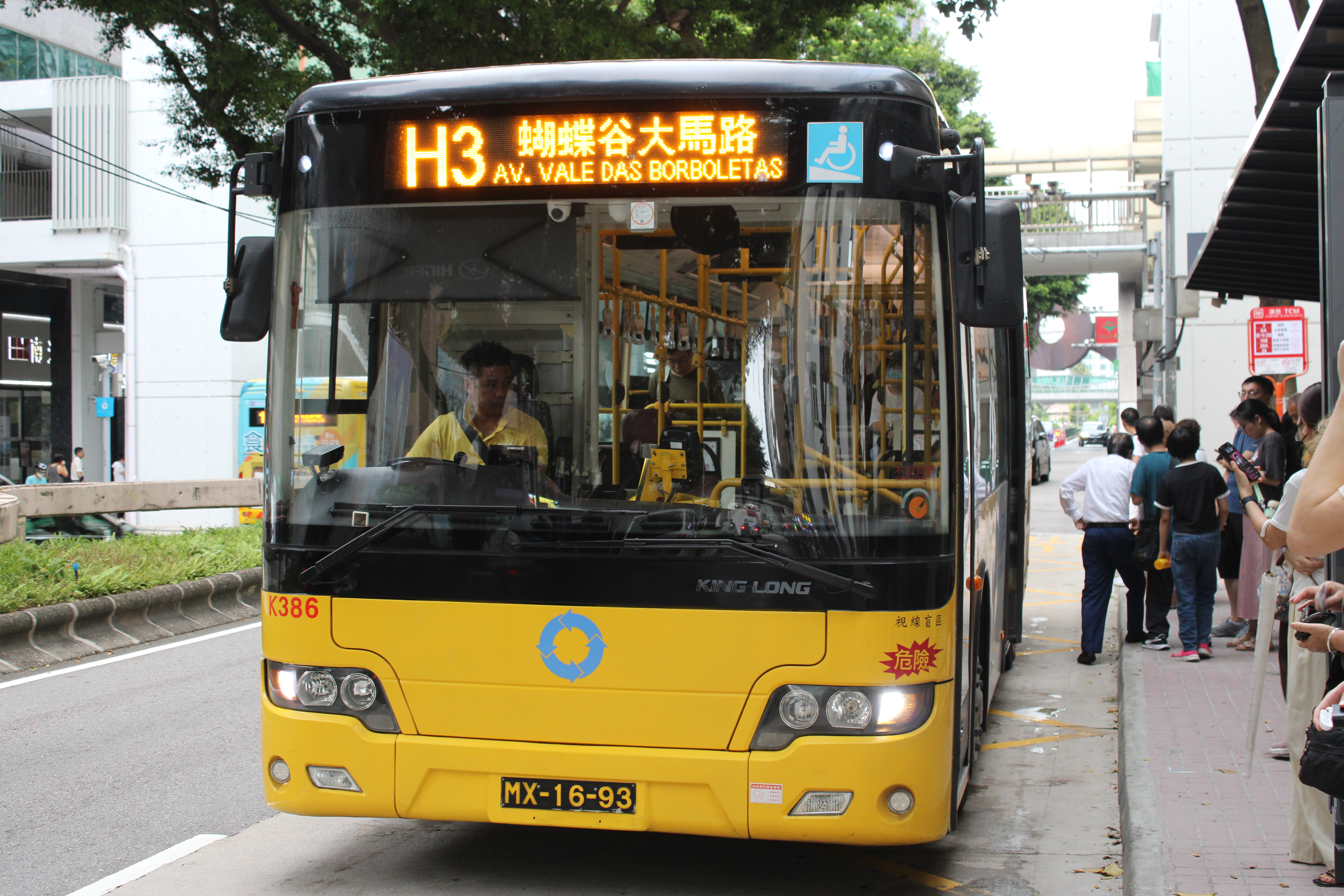
蘇州金龍KLQ6960GQE5
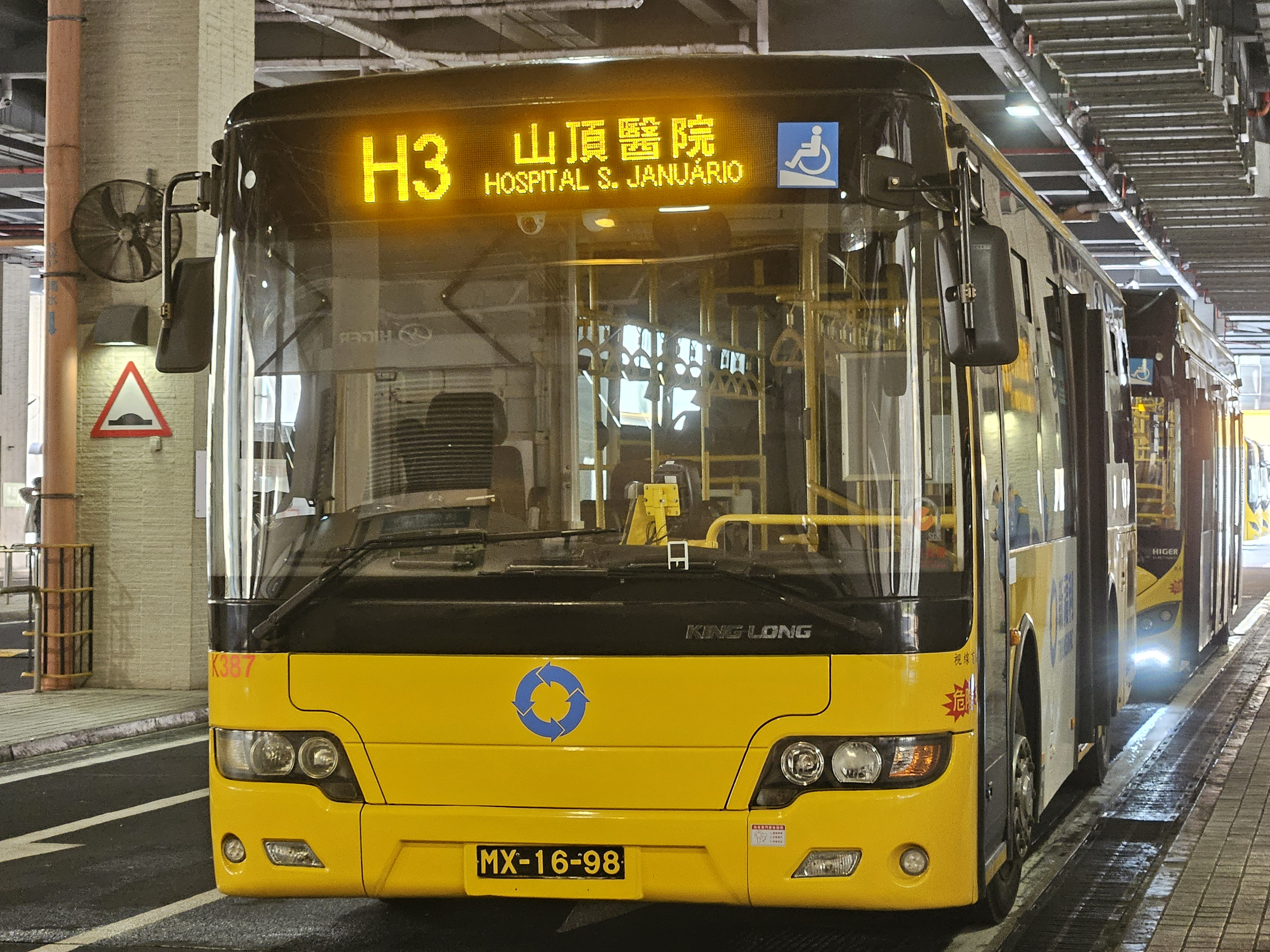
蘇州金龍KLQ6960GQE5
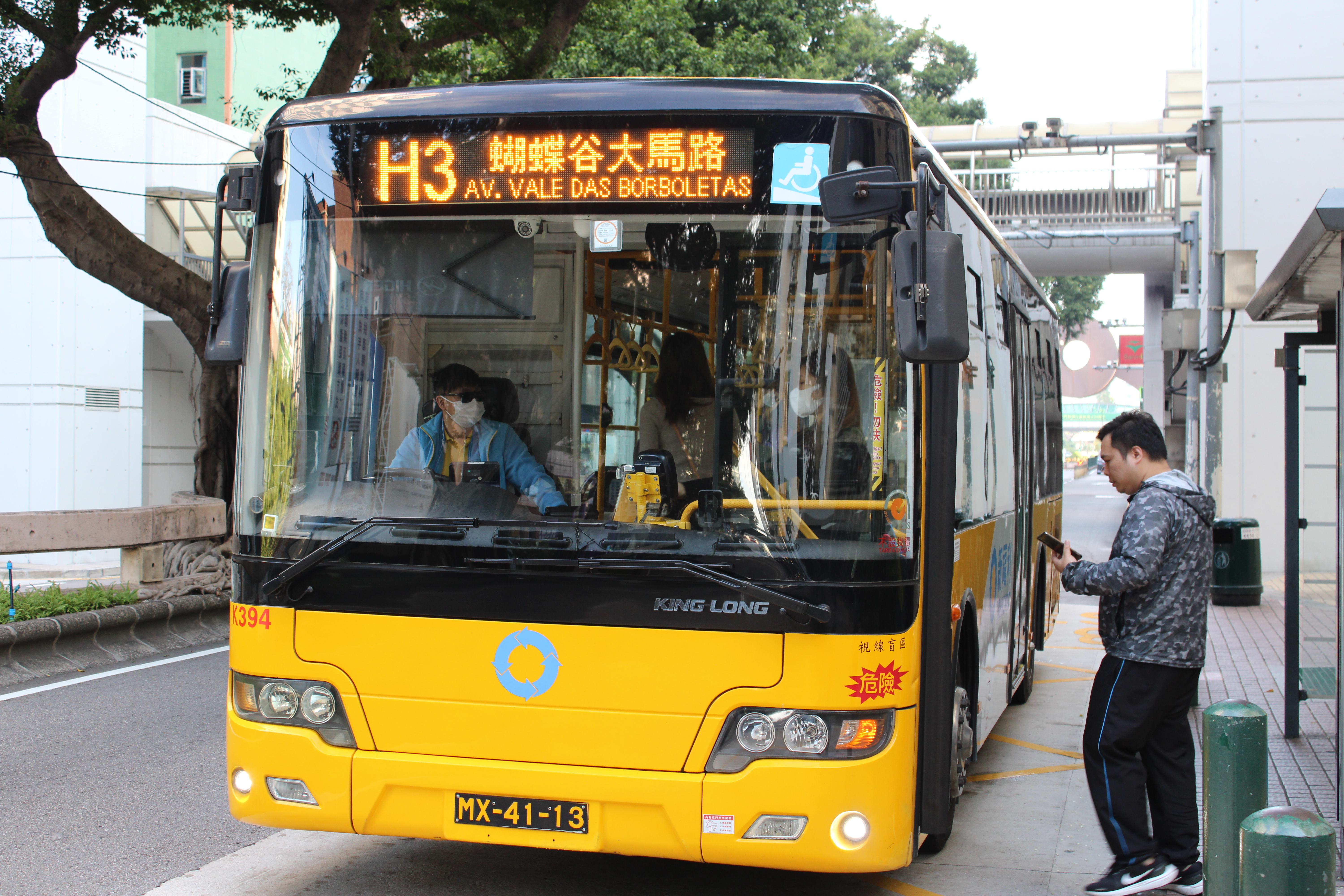
蘇州金龍KLQ6960GQE5
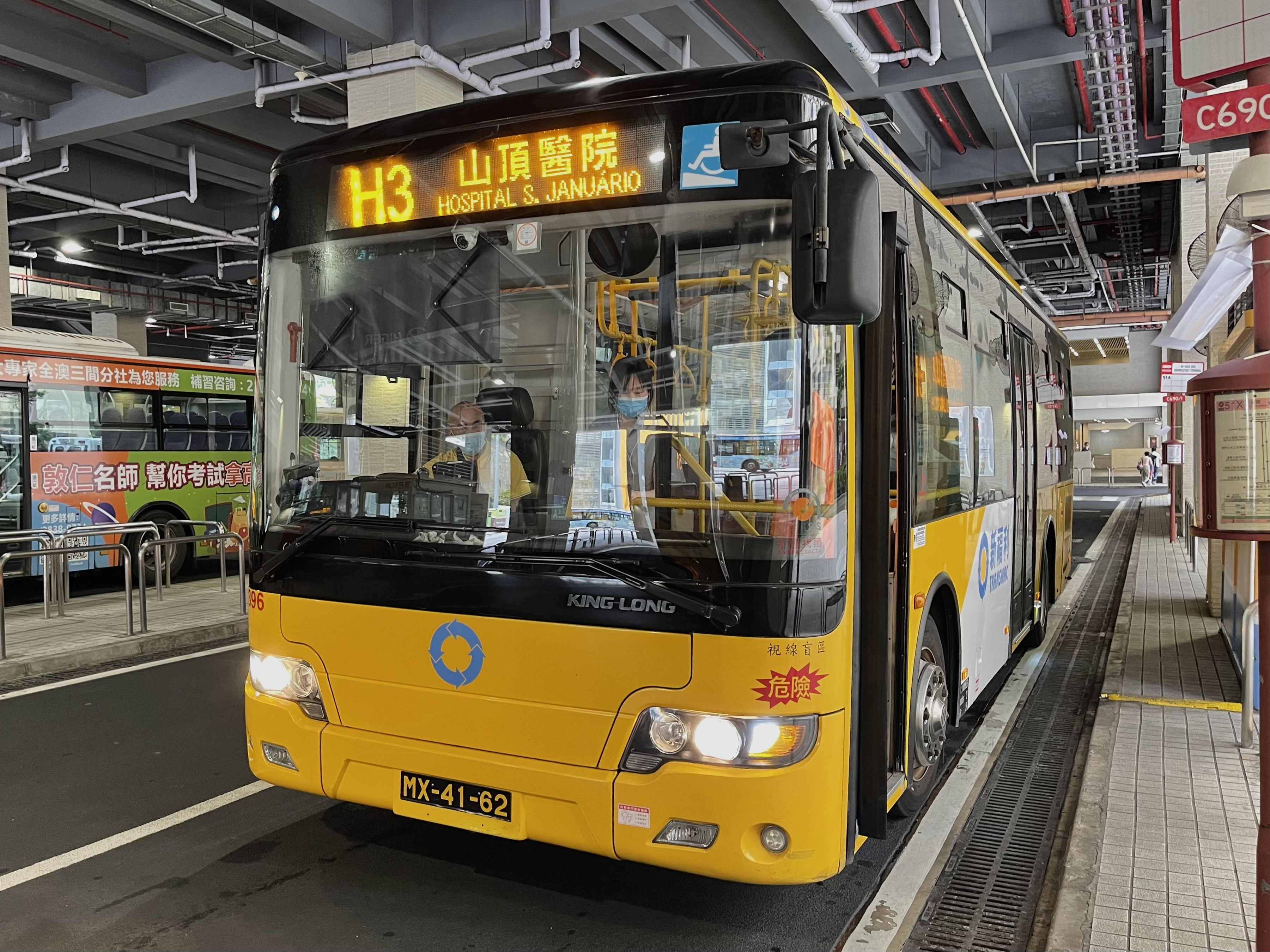
蘇州金龍KLQ6960GQE5
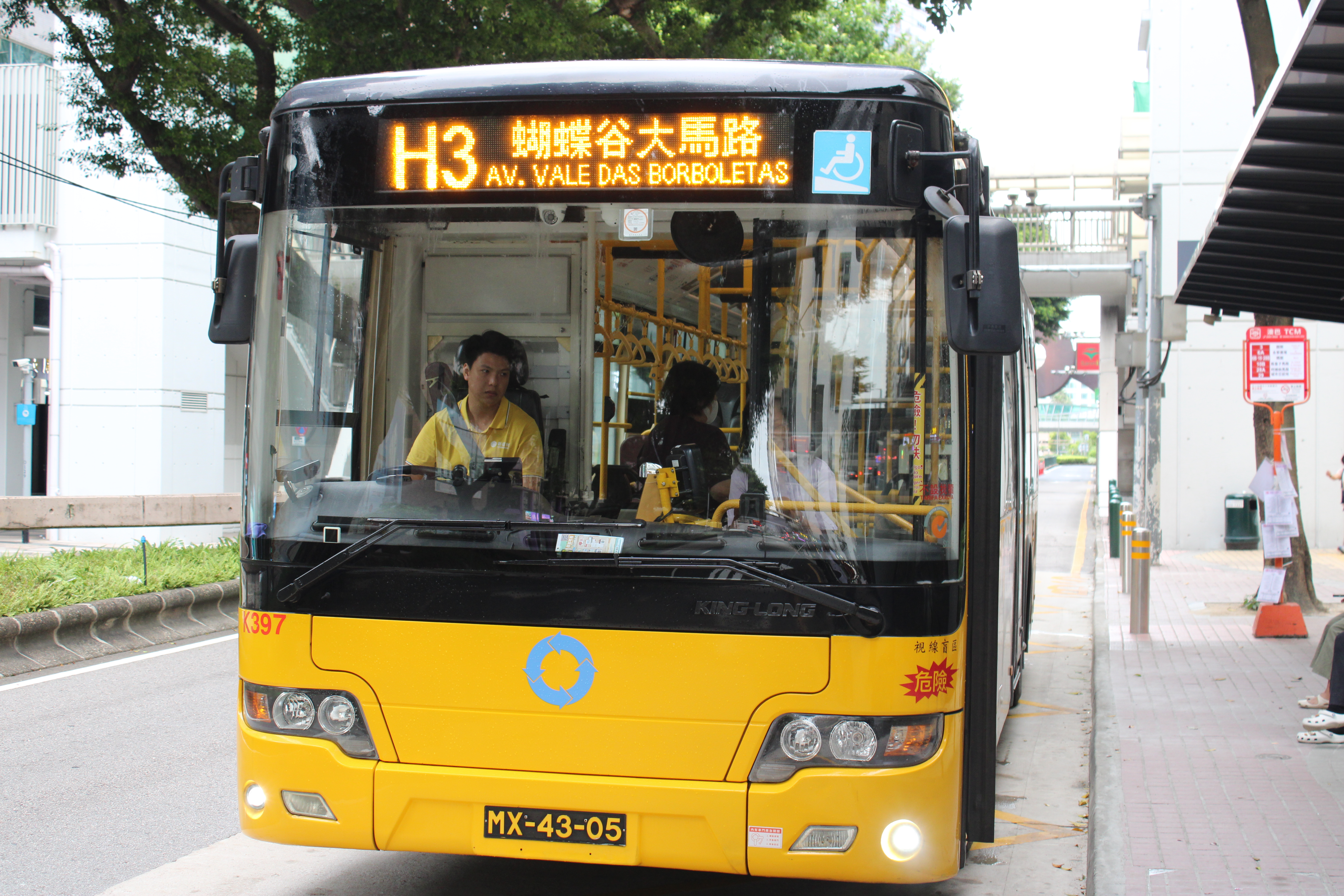
蘇州金龍KLQ6960GQE5
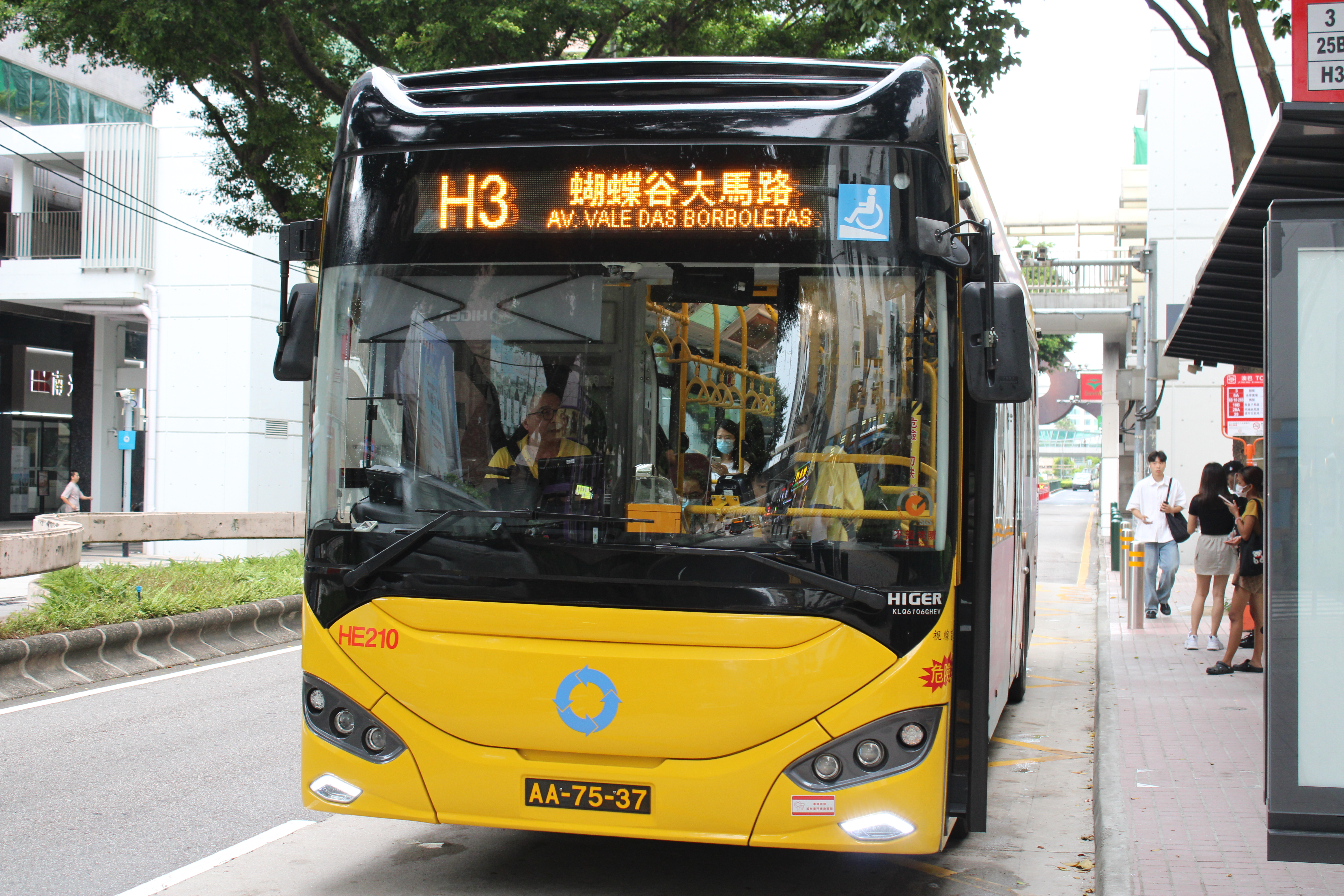
蘇州金龍KLQ6106GHEV
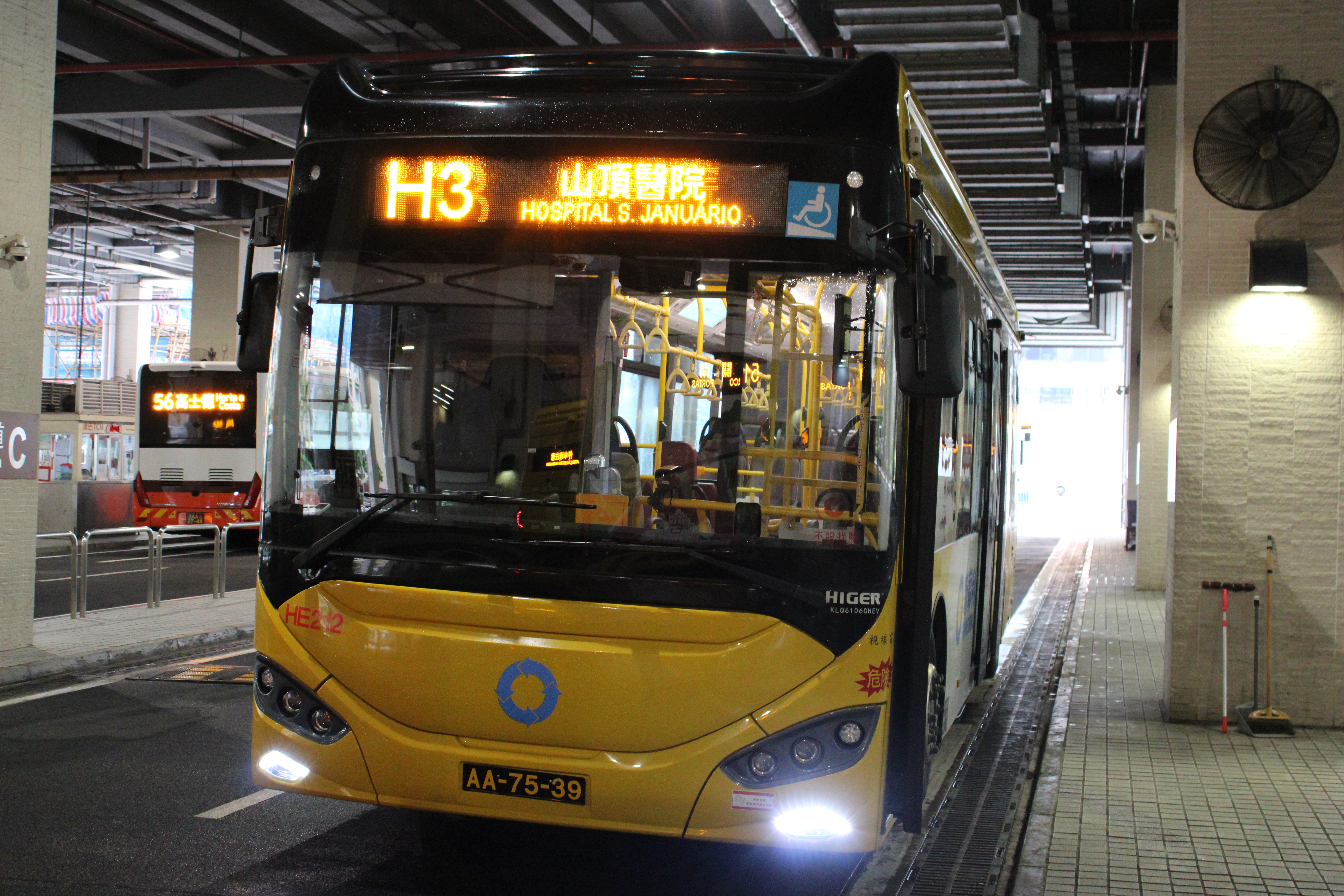
蘇州金龍KLQ6106GHEV
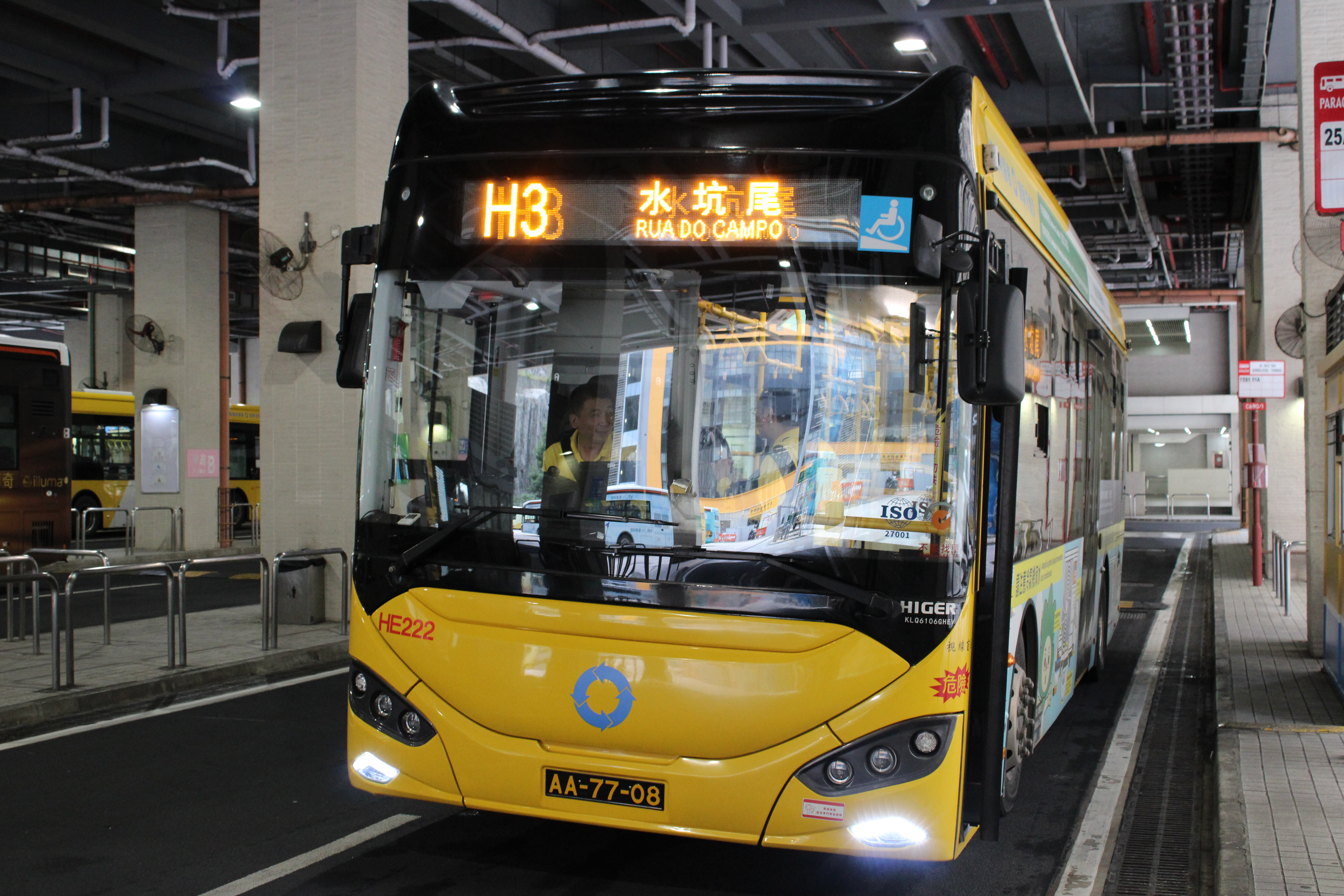
蘇州金龍KLQ6106GHEV
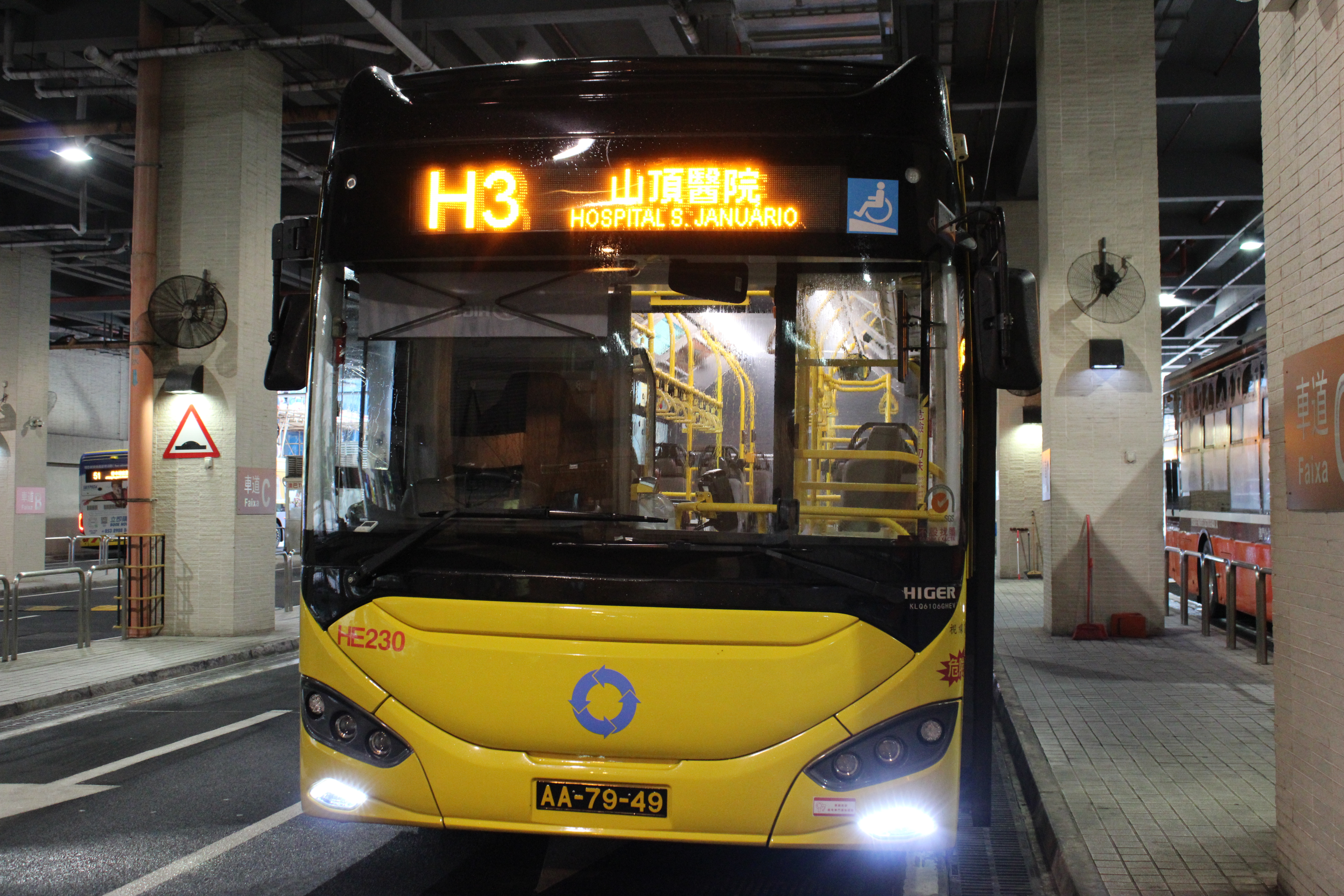
蘇州金龍KLQ6106GHEV
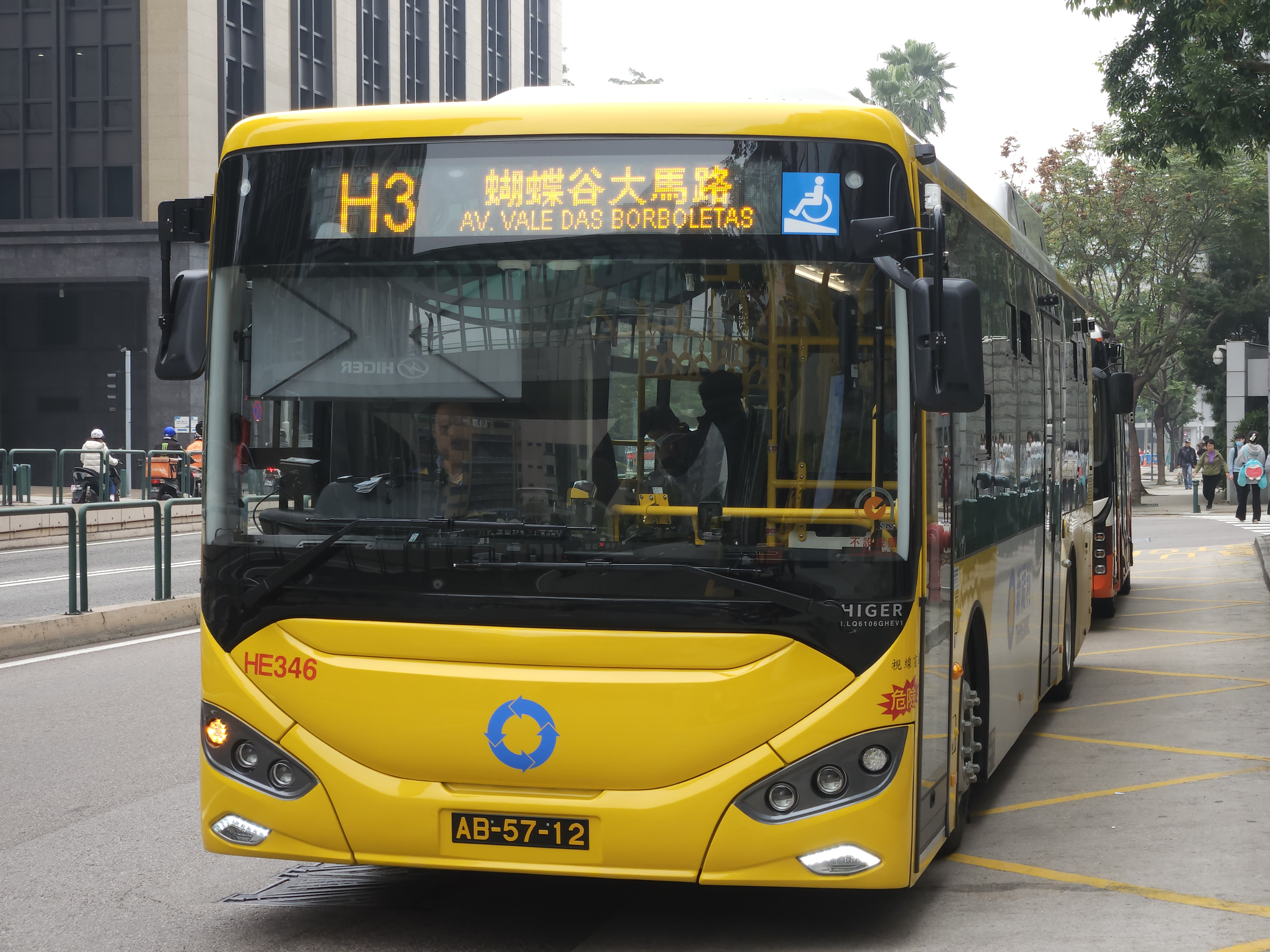
蘇州金龍KLQ6106GHEV1

## 備註
1. ↑  惟6B路線於幾日後更換中巴行駛，證明毋須改道

## 外部連結
- 澳門新福利公共汽車有限公司（官方網站） （页面存档备份，存于）